# جيوفاني فالنتينا
جيوفاني فالنتينا (بالبرتغالية: Giovanni Della Valentina‏) هو مجدف برازيلي، ولد في 30 يوليو 1975 في بورتو أليغري في البرازيل.

## وصلات خارجية
- جيوفاني فالنتينا على موقع الاتحاد الدولي للتجديف (الإنجليزية)
- جيوفاني فالنتينا على موقع أوليمبيديا (الإنجليزية)